# Wedde
Die Wedde war eine Behörde in Hamburg, die anfangs mit polizeilichen Aufgaben betraut war. In Hamburg bestand sie bis 1865. Ähnliche Behörden, auch Wette genannt, bestanden auch in anderen Städten des niederdeutschen Kulturraums wie Lübeck.

## Bedeutung
Wedde war die altgermanische Bezeichnung für ein Strafgeld und wurde Name für die hamburgische Behörde (eigentlich Polizeibehörde), die bei Übertretung von Ratsbeschlüssen Strafgelder verhängen konnte. Auch in anderen Städten wie z. B. Lübeck existierte diese Einrichtung seit dem Mittelalter. Aus dieser ursprünglichen Tätigkeit erwuchsen weitere Aufgaben. Der Weddeherr war ab Mitte des 17. Jahrhunderts für die Aufrechterhaltung von Sitte und Ordnung, das Fremdenwesen, das Nahrungs- und Gesundheitswesen und das Marktwesen zuständig. Der Weddeherr war Ratsmitglied. Zu seinem Dienstpersonal gehörten die Weddeschreiber und der Weddeknecht. Das Weddekollegium aus vier Senatoren war Teil der ordentlichen Gerichtsbarkeit.
Während der Hamburger Franzosenzeit wurde die Wedde 1811 abgeschafft und durch eine Polizeibehörde ersetzt. 1815 wurde die Wedde wiederbegründet, sie erlangte dabei nur einen Teil ihrer alten Funktionen zurück. Die Wedde war ab 1815 vor allem für die Heiratsregister, das Bürgerrecht und die jüdische Gemeinde zuständig. Weiterhin unterstanden der Kran, die Waage und der Teerhof der Aufsicht der Wedde. 1837 wurde sie zur Personenstandsbehörde, die ihre Aufgaben 1866 an das Zivilstandsamt übertrug, das seinerseits Vorläufer der heutigen Standesämter war.

## Wortherkunft
Wedde oder Wette bedeutete: Ein Vergehen büßen, wetten, vergelten, wettmachen.